# Исанбаевский сельсовет
Исанбаевский сельсовет  — муниципальное образование в Илишевском районе Башкортостана.

## История
Согласно «Закону о границах, статусе и административных центрах муниципальных образований в Республике Башкортостан» имеет статус сельского поселения.

## Население
| 2002 | 2009  | 2010 | 2012 | 2013 | 2014 | 2015 |
| ---- | ----- | ---- | ---- | ---- | ---- | ---- |
| 1174 | ↗1199 | ↘927 | ↘905 | ↗912 | ↘860 | ↘854 |
| 2016 | 2017  | 2018 |      |      |      |      |
| ↘824 | ↘813  | ↘796 |      |      |      |      |

## Географическое положение
Территория сельского поселения преимущественно холмистая равнина, расчлененная довольно густой овражной сетью. Климат теплый, несколько засушливый. По растительному типу территория сельского поселения представляет собой лесостепь северного тип. Основной фон составляют луговые степи. Наиболее распространенным типом лесов являются березовые с примесью дуба, липы, вязи, ясеня, сосны. В подлеске преобладают черемуха, рябина, калина, шиповник, крушина, лещина. Естественная травянистая растительность сохранилась отдельными участками пастбищного и сенокосного использования. Основной водной частью сельского поселения река Минеште протекающая северной части района, которая является притоком реки Белая. Для бытовых и хозяйственных нужд и для разведения рыб создан пруд возле с. Исанбаево. Территория поселения для строительства относится к категории благоприятных.

## Состав сельского поселения
| № | Населённый пункт | Тип населённого пункта       | Население |
| - | ---------------- | ---------------------------- | --------- |
| 1 | Исанбаево        | село, административный центр | ↘523      |
| 2 | Телекеево        | деревня                      | ↘316      |
| 3 | Улу-Ялан         | деревня                      | ↘88       |